# 만티네이아 전투 (기원전 362년)
만티네이아 전투(Battle of Mantinea)는 아카디아의 만티네이아에서 기원전 362년에 테바이를 중심으로 하는 보이오티아 동맹군과 아테나이, 스파르타, 만티네이아 연합군 사이에서 그리스의 패권을 걸고 벌어진 대회전이다.

## 배경
기원전 362년 테게아를 중심으로 한 아카디아와 만티네이아 인들 사이에 분쟁이 일어나 테게아 인은 보이오티아에, 만티네이아 인은 아테나이와 스파르타에 도움을 요청했다. 이에 따라 테바이의 장군 에파메이논다스는 네 번째로 펠로폰네소스반도에 원정을 시작했다. 그는 네메아에서 아테나이 군을 기다리고 있었지만, 아테나이 군은 해로를 통해 아카디아로 향했기 때문에 그들을 포착하지 못했다. 그래서 그는 테게아로 향했다.
스파르타의 왕 아게실라오스 2세가 이끄는 스파르타 군 또한 아카디아로 출정하였고, 이를 알게 된 에파메이논다스는 텅 빈 스파르타를 공격하려고 생각했다. 이를 알게 된 아게실라오스는 원정지에서 본국으로 전령을 보내 곧바로 원군을 보내겠다며 군을 돌렸다.
에파메이논다스는 밤새 스파르타로 진군해 포위를 했지만, 재빨리 도착한 아게실라오스는 이들과 맞서 싸워 스파르타를 지켜냈다. 그날 밤 에파메이논다스는 테게아에서 보병부대를 쉬게 하고 기병대를 만티네이아로 보냈다. 헤게시레오스가 이끄는 아테나이 군 6000명이 만티네이아에 원군으로 와 있었으며, 아테나이 기병과 테바이, 테살리아 기병 사이에서 전투가 벌어져 아테나이 기병대가 승리를 거두었다. 그 후, 에파메이논다스는 보병 부대를 이끌고 만티네이아로 갔고, 스파르타 군대도 만티네이아에 모여 전투가 벌어졌다.

## 포진
보이오티아 동맹군은 에파메이논다스가 이끄는 보이오티아 군이 좌익을 맡았고, 아르고스 군이 우익을 차지했으며, 중앙은 에우보이아 군, 로크리스 군, 시키온 군, 메세니아 군, 마리아 군, 아에니아니아 군, 테살리아 군 등 다른 동맹군이 지키고 있었다. 반면, 아테나이, 스파르타, 만티네이아 연합군은 만티네이아 군과 아카디아 군이 스파르타 군과 함께 우익을, 아테나이 군이 좌익을, 다른 동맹군이 중앙을 차지했다. 그리고 양군 모두 기병을 양 날개에 배치했다.

## 전투
전투가 시작되면서 보이오티아 연합군 우익에 배치된 테바이 기병대와 경장보병이 아테나이 기병과 맞붙어 패주시켰다. 그러나 후위되어 있던 엘리스 기병의 지원을 받아 아테나이 기병은 역습을 시작했고, 테바이 기병을 이탈시켜 대부분을 죽였다. 그러나 좌익의 기병전에서는 보이오티아 연합군이 우세를 보이며, 그 테살리아 기병이 만티네이아 세력을 압박하고 있었다.
보병끼리의 싸움에서는 보이오티아 군과 스파르타 군이 격전을 벌였다. 그 와중에 에파메이논다스는 몸소 움직이며 사기를 일으키며 승리하기 위해 수하들을 이끌고 적에게 공격을 했다. 그는 창을 던져 스파르타 군 지휘관 중 한 명을 죽이고 적을 누르며 밀어붙였다.
적의 총사령관이 최전선에 나가 있다는 것을 간파한 스파르타는 조국의 운명이 에파메이논다스의 죽음에 있다고 생각하고 많은 손해를 보면서도 그에게 공격을 집중시켰다. 그는 빗발치듯이 쏟아지는 화실을 뿌리치고, 그것을 적에게 던지기도 했지만 적이 던진 창을 가슴에 맞고 쓰러진다. 그에게 치명상을 입힌 것은 안티크라테스라는 스파르타인이라고 플루타르코스는 말하고 있지만, 파우사니아스는 동시대의 역사를 저술한 크세노폰의 아들 그륄로스라고 기록하고 있다.(그륄로스는 이 전투에서 전사). 그러나 동시에 보이오티아 군은 스파르타 군을 무너뜨리고 적을 패주시켰다. 보이오티아 군은 적을 빠르게 추격한 후 승리의 증거로 전장과 전사자의 시신을 확보하였지만, 총사령관의 죽음으로 제때에 추격하지 못했다 때문에 전장으로 돌아왔다.

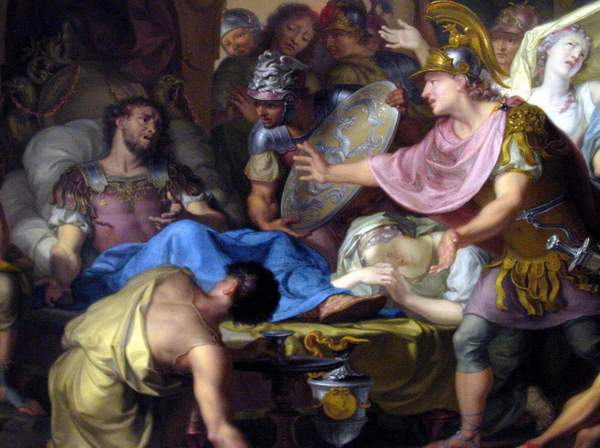
에파메이논다스의 죽음

진영으로 이송된 에파메이논다스는 군 지휘권을 물려주기 위해 지휘관 중 한 명인 다이판토스를 부르려고 했지만, 그도 전사했다는 말을 듣고 이올라이다스를 불러달라고 말했다. 그러나 그 역시 전사했다는 말을 듣고서는 “테바이에는 지휘관이 남아 있지 않다. 적과 강화를 하도록 해라”고 지시했다. 그리고 “만족스러운 삶이었다. 패배를 모르고 죽을 수 있으니까”라는 말을 남기고 목숨을 잃었다. 또는 그의 마지막 말이 “나는 자신의 승리를, 즉 레욱트라와 만티네이아라는 두 딸을 남기는 것이다”였다고 전해지기도 한다.

## 그후
이 전투가 벌어진 이후 양측은 서로 승리를 주장했지만, 교전국 사이에 평화 조약이 맺어졌다. 이 전투에서 보이오티아 동맹군은 승리를 얻었지만, 에파메이논다스를 비롯한 많은 유능한 장군을 잃었다. 그리고 테바이의 패권은 그의 개인적인 역량에 의존하고 있었기 때문에, 이후 테바이는 그리스의 패권을 유지할 수 없게 되었고, 쇠퇴의 길을 걷게 되었다.